# 布兰卡奇枢机墓

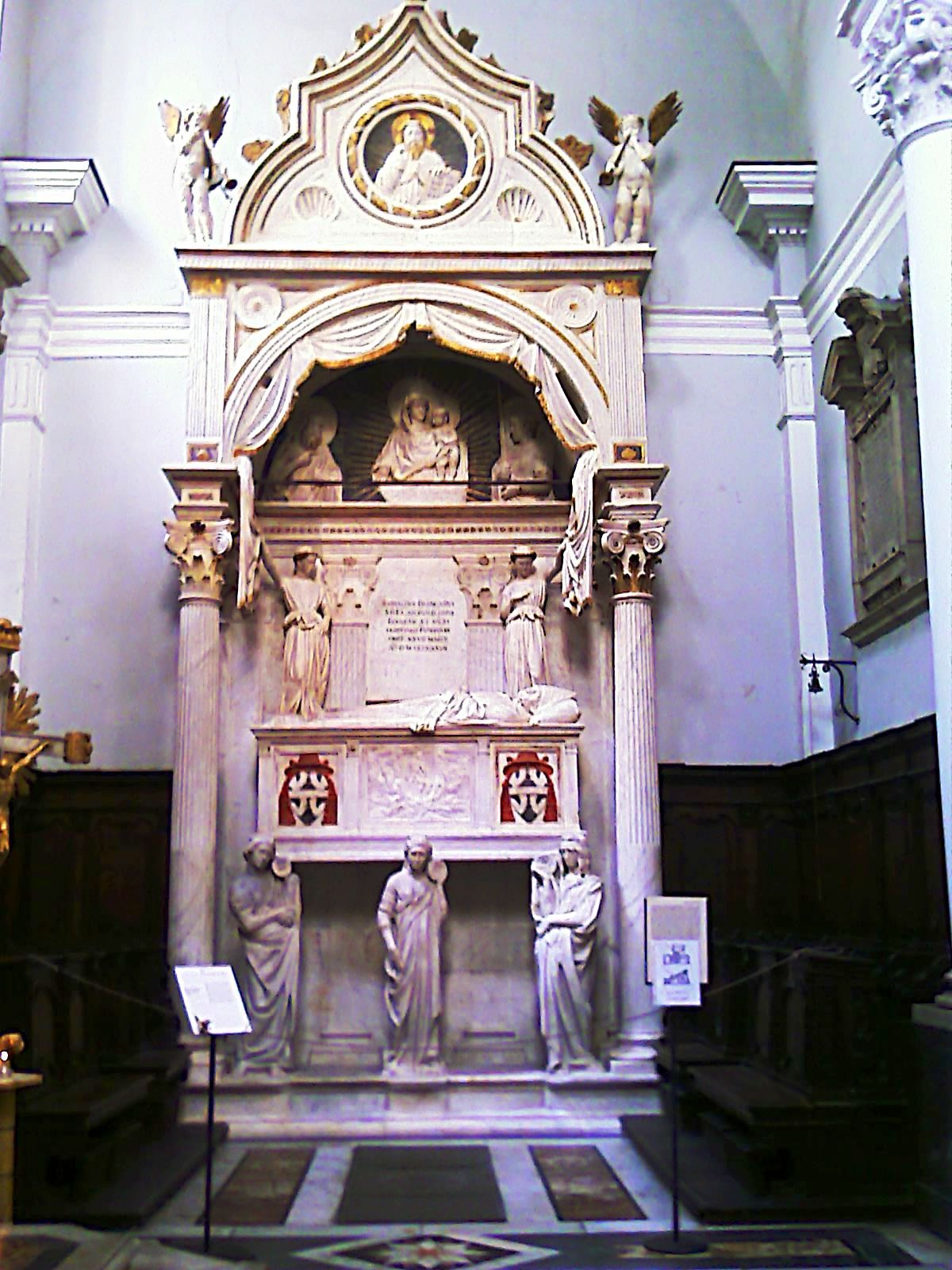
布兰卡奇枢机墓

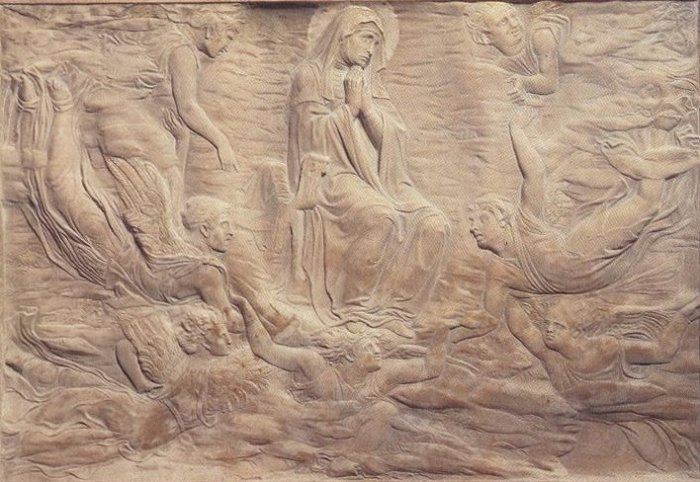
多那太羅的浮雕《圣母升天》

布兰卡奇枢机墓是意大利那不勒斯尼罗河天神堂内的雕塑，由多那太羅和米开罗佐合作，于1426年-1428年完成，使用了大理石，部分镀金, 高11.6米，宽4.6米。
1426年，两人在比萨租用了作坊，那里靠近卡拉拉大理石采石场，他们的作品又可以很容易地经海路运往那不勒斯。